# 韦恩·耶尔伍德
韦恩·耶尔伍德（英語：Wayne Yearwood，1964年9月22日—），生于魁北克省蒙特利尔，加拿大前男子篮球运动员。他曾随加拿大国家队参加1988年夏季奥运会男子篮球比赛，结果获得第六名。